# Spławy (powiat lubelski)
Spławy – wieś w Polsce położona w województwie lubelskim, w powiecie lubelskim, w gminie Wysokie.
| SIMC    | Nazwa         | Rodzaj    |
| ------- | ------------- | --------- |
| 0905617 | Borowszczyzna | część wsi |

W latach 1975–1998 miejscowość należała administracyjnie do województwa zamojskiego.
Wieś stanowi sołectwo gminy Wysokie. Według Narodowego Spisu Powszechnego z roku 2011 wieś liczyła 312 mieszkańców.